# 1-я Украинская советская армия (РККА)
1-я Украинская советская армия (укр. 1-ша українська радянська армія) — объединение РККА, сформированное во время Гражданской войны. Создана приказом по войскам Украинского фронта от 15 апреля 1919 года (на основе решения РВС Украинского фронта от 24 марта 1919). В связи с упразднением Украинского фронта в июне 1919 войска армии переданы для формирования 12-й армии Западного фронта.

## Состав
1-я Украинская советская армия создана из частей Группы войск киевского направления в составе:
- 1-я Украинская советская дивизия,
- 2-я Украинская советская дивизия,
- 3-я пограничная дивизия,
- 1-я отдельная кавалерийская бригада,
- Отдельная Бессарабская бригада.

С 15 апреля 1919 в подчинение армии передавалась Днепровская военная флотилия.

## Боевые действия
1-я Украинская советская армия вела бои против армии УНР западнее Киева и к концу мая заняла Ровно, Дубно, Сарны, очистив значительную часть территории Западной Украины от противника и прервав связь петлюровцев с Галицией. В мае армия участвовала в ликвидации григорьевского восстания. С 28 мая 1919 г. армия передала часть войск Южному фронту и перешла к обороне, продолжая вести борьбу против петлюровских и местных вооружённых формирований в районах Ровно, Острога, Сарны, Проскурова.

## Командный состав
Командующие:
- С.К. Мацилецкий(15 апреля — 27 мая 1919)
- И. Н. Дубовой (врид, 27 мая — 25 июня 1919).

Члены РВС:
- М. К. Владимиров (15 апреля — май 1919),
- В. А. Кушаков (15 апреля — 26 мая 1919),
- М. К. Марочкин (15 апреля — 25 июня 1919),
- П. П. Ткалун (26 мая — 25 июня 1919).

Начальники штаба:
- И. Н. Дубовой(15 апреля — 26 мая 1919),
- В. А. Куприянов (26 мая — 25 июня 1919).